# Agencja Morska w Gdyni
Morska Agencja Gdynia (MAG) – utworzone w 1951 polskie przedsiębiorstwo gospodarki morskiej, zajmujące się obsługą agencyjną armatorów, maklerską obsługą statków i ładunków, spedycją, logistyką.
Powstała na bazie szeregu firm prywatnych, posiada oddziały w Gdańsku, Szczecinie, Warszawie, Świnoujściu, Darłowie, Małaszewiczach, Dąbrowie Górniczej, Konstancy. Od 1991 MAG jest spółką pracowniczą.
Jest członkiem Bałtyckiej i Międzynarodowej Rady Żeglugowej (Baltic and International Maritime Council - BIMCO), Związku Maklerów Okrętowych i Krajowej Izby Gospodarki Morskiej.

## Siedziba
Pierwsza siedziba MAGu mieściła się na Dworcu Morskim w Gdyni z 1933 (proj. Dyckerhoff & Widmann) (1951), kolejne - w „Domu Bawełny” z 1938 (proj. Wacław Tomaszewski) przy ul. Derdowskiego 7 (1953-1964), ul. Rotterdamskiej 3 (1955-1970), biurowcu z 1972 przy ul. Pułaskiego 8 (1972-1995), obecnie w obiekcie Morskiej Centrali Handlowej „Handlomor” przy ul. Tadeusza Wendy 15 (1995-).